# Besseria longicornis
Besseria longicornis là một loài ruồi trong họ Tachinidae.